# 泸溪河
泸溪河又名石溪河、甘溪河，是长江水系信江接入丰溪河之后遇到的第一条大的支流。泸溪河的上游建设江西省上饶市最大的水利工程大坳水库（丰泽湖水库），中游流经上饶县上泸镇，下游流经铅山县石溪镇，在石溪镇的银村畈、叶青洲汇入信江。泸溪河水量充沛且水质上乘，是上饶市和上饶县的主要自来水水源。享有“秀比漓江，美如九曲”的美誉。